# International League T20 2024
La International League T20 2024, conosciuta anche come DP World ILT20 2024 per motivi di sponsorizzazione, è stata la seconda edizione della International League T20 (ILT20), una lega professionistica di cricket in formato Twenty20 negli Emirati Arabi Uniti, organizzata dall'Emirates Cricket Board (ECB). Il calendario delle partite è stato annunciato a novembre, con il campionato programmato dal 19 gennaio al 17 febbraio 2024.
L'ILT20, con sede negli Emirati Arabi Uniti, ha ottenuto lo status di List A dalla ICC poco prima dell'inizio della sua seconda stagione. Si tratta del primo campionato di T20 gestito dal consiglio di una nazione associata a cui viene riconosciuto tale status. Il torneo sarà quindi riconosciuto come torneo ufficiale di T20 e tutte le statistiche del torneo avranno lo status ufficiale. In un comunicato, la ILT20 ha definito l'aggiornamento “un'importante pietra miliare” e un “grande impulso”.

## Squadre
I team hanno avuto la possibilità di mantenere i giocatori della scorsa stagione e di fare nuovi acquisti.
| Abu Dhabi Knight Riders | Desert Vipers | Dubai Capitals | Gulf Giants | MI Emirates | Sharjah Warriors |                             |                             |                             |                             |
| Performance scorsa stagione | Performance scorsa stagione | Performance scorsa stagione | Performance scorsa stagione | Performance scorsa stagione | Performance scorsa stagione | Performance scorsa stagione | Performance scorsa stagione | Performance scorsa stagione | Performance scorsa stagione |
| --- | --- | --- | --- | --- | --- | --------------------------- | --------------------------- | --------------------------- | --------------------------- |
| 6ª posizione (Gironi) | Finalista (Gironi- 1st) | 4ª posizione (Gironi- 4th) | Campione (Gironi- 1st) | 3ª posizione (Gironi- 3rd) | 5ª posizione (Gironi) |                             |                             |                             |                             |
| Head Coaches | | | | | |                             |                             |                             |                             |
| Bharat Arun | James Foster | Phil Simmons | Andy Flower | Robin Singh | Paul Farbrace |                             |                             |                             |                             |
| Capitani | | | | | |                             |                             |                             |                             |
| Sunil Narine | Colin Munro | David Warner | James Vince | Nicholas Pooran | Tom Kohler-Cadmore |                             |                             |                             |                             |
| Giocatori | | | | | |                             |                             |                             |                             |
| - David Willey - Jake Lintott - Jason Roy - Joe Clarke - Laurie Evans - Michael Pepper - Ravi Bopara - Sam Hain - Josh Little - Brandon King - Andre Russell - Abbas Afridi - Imad Wasim - Brandon McMullen - Marchant de Lange - Charith Asalanka - Treveen Mathew - Adhitya Shetty - Alishan Sharafu - Matiullah Khan - Sabir Ali - Ali Khan | - Adam Hose - Alex Hales - Dan Lawrence - Luke Wood - Nathan Sowter - Phil Salt - Sam Curran - Tom Curran - Tymal Mills - Sherfane Rutherford - Sheldon Cottrell - Bas de Leede - Azam Khan - Mohammad Amir - Shadab Khan - Shaheen Afridi - Michael Jones - Dinesh Chandimal - Matheesha Pathirana - Wanindu Hasaranga - Ali Naseer - Aryan Lakra - Karthik Meiyappan - Rohan Mustafa | - Rahmanullah Gurbaz - Andrew Tye - Ben Dunk - Kane Richardson - Joe Root - Leus du Plooy - Mark Wood - Max Holden - Olly Stone - Sam Billings - Tom Abell - Tom Banton - Rovman Powell - Roelof van der Merwe - Scott Kuggeleijn - Haider Ali - Mohammad Mohsin - Dasun Shanaka - Dushmantha Chameera - Nuwan Thushara - Sadeera Samarawickrama - Akif Raja - Rahul Bhatia - Rahul Chopra - Sikandar Raza | - Karim Janat - Mujeeb Ur Rahman - Chris Lynn - Carlos Brathwaite - Dominic Drakes - Chris Jordan - Jamie Overton - Jamie Smith - Jordan Cox - Richard Gleeson - Shimron Hetmyer - Gerhard Erasmus - Dipendra Singh Airee - Aayan Afzal Khan - Sanchit Sharma - Usman Khan - Zohaib Zubair - Saurabh Netravalkar - Blessing Muzarabani - Daniel Worrall - Liam Dawson | - Fazalhaq Farooqi - Waqar Salamkheil - Tim David - Dan Mousley - Jordan Thompson - Will Smeed - Andre Fletcher - Ambati Rayudu - Odean Smith - Corey Anderson - Trent Boult - Mohammad Amir Khan - McKenny Clarke - Kusal Perera - Vijayakanth Viyaskanth - Akeal Hosein - Dwayne Bravo - Kieron Pollard - Asif Khan - Mohammad Rohid Khan - Muhammad Waseem - Zahoor Khan - Nosthush Kenjige | - Qais Ahmad - Daniel Sams - Adil Rashid - Chris Woakes - Joe Denly - Lewis Gregory - Liam Livingstone - James Fuller - Martin Guptill - Hunain Shah - Johnson Charles - Chris Sole - Mark Watt - Dilshan Madushanka - Kusal Mendis - Maheesh Theekshana - Niroshan Dickwella - Mark Deyal - Basil Hameed - Junaid Siddique - Muhammad Jawadullah - Nilesh Keswani - Sean Williams |                             |                             |                             |                             |

## Sedi di gara
| Emirati Arabi Uniti                 | Emirati Arabi Uniti     | Emirati Arabi Uniti          |
| Dubai                               | Sharjah                 | Abu Dhabi                    |
| ----------------------------------- | ----------------------- | ---------------------------- |
| Dubai International Cricket Stadium | Sharjah Cricket Stadium | Sheikh Zayed Cricket Stadium |
| Capacità: 25,000                    | Capacità: 16,000        | Capacità: 20,000             |
|                                     |                         |                              |

## Risultati

### Classifica
| Pos. | Squadra                 | G  | Pt | V | P | N/R | NRR    |
| ---- | ----------------------- | -- | -- | - | - | --- | ------ |
| 1.   | MI Emirates             | 10 | 12 | 6 | 4 | 0   | +1.469 |
| 2.   | Gulf Giants             | 10 | 12 | 6 | 4 | 0   | +0.386 |
| 3.   | Abu Dhabi Knight Riders | 10 | 10 | 5 | 5 | 0   | −0.084 |
| 4.   | Dubai Capitals          | 10 | 10 | 5 | 5 | 0   | −0.203 |
| 5.   | Desert Vipers           | 10 | 8  | 4 | 6 | 0   | −0.010 |
| 6.   | Sharjah Warriors        | 10 | 8  | 4 | 6 | 0   | −1.608 |

      Qualificata in Qualifier
      Qualificata all'Eliminator

### Fase a eliminazione diretta

#### Qualificator 1
| 14 febbraio 2024 Dubai International Cricket Stadium, Dubai | MI Emirates | 163/7 (20 overs) - 118 (18.2 overs) | Gulf Giants | MI Emirates vince di 45 runs |

#### Torneo principale
|  | Play-off | Play-off                | Play-off    |                |       | Semifinali  | Semifinali | Semifinali |  |  | Finale | Finale | Finale |  |
|  |          |                         |             |                |       |             |            |            |  |  |        |        |        |  |
|  | 3        | Abu Dhabi Knight Riders | 103         |                |       |             |            |            |  |  |        |        |        |  |
|  | 3        | Abu Dhabi Knight Riders | 103         |                |       |             |            |            |  |  |        |        |        |  |
|  | 4        | Dubai Capitals          | 188/5       |                |       |             |            |            |  |  |        |        |        |  |
|  | 4        | Dubai Capitals          | 188/5       |                | Q1L   | Gulf Giants | 138/6      |            |  |  |        |        |        |  |
|  |          |                         |             |                | Q1L   | Gulf Giants | 138/6      |            |  |  |        |        |        |  |
|  |          |                         | EW          | Dubai Capitals | 139/1 |             |            |            |  |  |        |        |        |  |
|  |          |                         |             | Dubai Capitals | 139/1 |             |            |            |  |  |        |        |        |  |
|  |          |                         |             |                |       |             |            |            |  |  |        |        |        |  |
|  |          |                         |             |                |       |             |            |            |  |  |        |        |        |  |
|  |          | Q1W                     | MI Emirates | 208/3          |       |             |            |            |  |  |        |        |        |  |
|  |          |                         |             |                |       |             |            |            |  |  |        |        |        |  |
|  |          |                         | Q2W         | Dubai Capitals | 163/7 |             |            |            |  |  |        |        |        |  |

##### Risultati fase eliminazione diretta
| 13 febbraio 2024 Dubai International Cricket Stadium, Dubai | Dubai Capitals | 188/5 (20 overs) - 103 (16.5 overs)   | Abu Dhabi Knight Riders | Dubai Capitals vince di 85 runs   |
| 15 febbraio 2024 Dubai International Cricket Stadium, Dubai | Gulf Giants    | 138/6 (20 overs) - 139/1 (15.5 overs) | Dubai Capitals          | Dubai Capitals vince di 9 wickets |
| 17 febbraio 2024 Dubai International Cricket Stadium, Dubai | MI Emirates    | 208/3 (20 overs) - 163/7 (20 overs)   | Dubai Capitals          | MI Emirates vince di 45 runs      |

## Premi
| Cintura | Premio                     | Vincitore        | Team           |
| ------- | -------------------------- | ---------------- | -------------- |
| Green   | Maggior numero runs        | James Vince      | Gulf Giants    |
| White   | Maggior numero wickets     | Waqar Salamkheil | MI Emirates    |
| Black   | Fastest 50*                | Nicholas Pooran  | MI Emirates    |
| Red     | Most Valuable Player (MVP) | Sikandar Raza    | Dubai Capitals |
| Blue    | Best UAE Player            | Muhammad Waseem  | MI Emirates    |